# Palojärvi
Palojärvi est une agglomération de la municipalité de Vihti dans la région d'Uusimaa et la province de Finlande méridionale. 
Palojärvi se situe en banlieue ouest de la capitale Helsinki.
L'agglomération est située au bord de lac Palojärvi. Les routes nationales Valtatie 2 et Valtatie 1 se séparent à Palojärvi.